# Pazifische Hurrikansaison 2010
Die pazifische Hurrikansaison 2010 begann im östlichen Pazifik offiziell am 15. Mai und im Zentralpazifik am 1. Juni; sie endete am 30. November. Innerhalb dieser Periode bilden sich üblicherweise die meisten Tropischen Stürme, da nur zu dieser Zeit geeignete Bedingungen existieren, wie etwa ein warmer Ozean, feuchte Luft und wenig Windscherung. Alle Stürme, die sich nördlich des Äquators und östlich von 180° W bilden, gehören zu diesem Becken. Stürme, die sich weiter westlich bilden, werden nicht mehr Hurrikane, sondern Taifune genannt und sind Bestandteil der pazifischen Taifunsaison 2010.
Obwohl das ostpazifische Becken nach dem Westpazifik das zweitaktivste Entstehungsgebiet tropischer Wirbelstürme in der Welt ist, bedrohen die meisten Stürme kein Land, da sie meistens auf den offenen Ozean heraussteuern. Nur wenige Stürme schlagen eine Kurve nach Osten oder Nordosten ein und bedrohen dann vor allem die mexikanische Küste.
Tropische Wirbelstürme im Atlantischen Ozean siehe im Artikel: Atlantische Hurrikansaison 2010.

## Saisonprognosen
Am 27. Mai 2010 veröffentlichte das Climate Prediction Center der National Oceanic and Atmospheric Administration seinen Vorhersage für die pazifische Hurrikansaison 2010. Diese Prognose geht von einem unterdurchschnittlich aktiven Saisonverlauf aus. Demnach erwarten die Meteorologen der NOAA 9 bis 15 benannte Stürme, von denen sich 4 bis 8 zu einem Hurrikan entwickeln. Von den Hurrikanen könnten 1 bis 3 die Intensität schwerer Hurrikane – also der Kategorien 3 bis 5 auf der Saffir-Simpson-Hurrikan-Windskala – erreichen.
Im zentralen Pazifik erwartete das Central Pacific Hurricane Center (CPHC) mit 70-prozentiger Wahrscheinlichkeit eine unterdurchschnittlich aktive Saison. Das 2010 erwartete klimatische Muster hat bei historisch vorliegender Ähnlichkeit nur wenige tropische Wirbelstürme im mittleren pazifischen Becken hervorgerufen. Zum einen befindet sich der mittlere Pazifik immer noch in einer langfristigen Phase niedriger Aktivität, zum anderen erwartet das CHPC im äquatornahen Bereich des Beckens entweder eine neutrale El Niño-Southern Oscillation oder La Niña. Anbetracht dieser Voraussetzungen geht das CPHC davon aus, dass sich in seinem Verantwortungsbereich zwei bis drei tropische Systeme bilden. In einer durchschnittlichen Saison entstehen zwischen dem 140. und dem 180. westlichen Längengrad vier bis fünf tropische Tiefdruckgebiete, Stürme oder Hurrikane.

## Stürme

### Tropischer Sturm Agatha
In der letzten Maiwoche entwickelte sich südlich von Zentralamerika eine ausgedehnte tropische Störung, die sich langsam nordwestwärts verlagerte und in der Region beachtliche Regenmengen erzeugte. Das National Hurricane Center gab am 29. Mai um 12:00 Uhr UTC bekannt, dass sich 785 km westlich von Managua das Tropische Tiefdruckgebiet Eins-E gebildet hat. Es intensivierte sich innerhalb weniger Stunden zu einem tropischen Sturm und erhielt den Namen Agatha. Das System zog in nordnordöstlicher Richtung auf die Küste Guatemalas zu. Es überquerte in der Nähe der Grenze zwischen Mexiko und Guatemala die Küstenlinie. Über dem Festland verlor Agatha rasch an Kraft und wurde zum tropischen Tiefdruckgebiet herabgestuft. Das NHC stellte früh am 30. Mai fest, dass das System keine bodennahe Zirkulation mehr aufwies und erklärte das Tiefdruckgebiet für aufgelöst.
Während sich das tropische System noch entwickelte, führte es über Nicaragua bereits zu Starkregen, dessen Auswirkungen ein Menschenleben forderten. Die von Agatha herbeigeführten Niederschläge waren durch die geringe Zuggeschwindigkeit des Systems in Teilen Guatemalas extrem, sodass Sturzfluten und Erdrutsche ausgelöst wurden.  Mindestens 180 Menschen starben durch Erdrutsche, Sturzfluten und Überschwemmungen. Verschärft wurde die Situation noch durch den Ausbruchs des guatemaltekischen Vulkans Pacaya. Allein Guatemala hat mindestens 152 Tote zu beklagen, in Honduras sind es 16 und 12 in El Salvador.

### Tropisches Tiefdruckgebiet Zwei-E
Am 12. Juni meldete das National Hurricane Center eine tropische Welle mit monsunähnlichen Eigenschaften. Am nächsten Tag bildete sich ein Tiefdruckgebiet, dessen Organisation am Abend des 15. Juni zunahm. Am 16. Juni klassifizierte das NHC das System zum Tropischen Tiefdruckgebiet Zwei-E, das sich fast stationär in der Nähe des Golfes von Tehuantepec befand. Zu diesem Zeitpunkt erreichte das System mit andauernden Windgeschwindigkeiten von 45 km/h und einem zentralen Luftdruck von 1007 hPa seine größte Intensität. Die Bedingungen für eine weitere Entwicklung waren zwar günstig, doch in den nächsten Stunden veränderte sich die Stärke des Systems kaum.
Die weitere Entwicklung des Systems wurde von der weiter westlich liegenden tropischen Störung beeinflusst, die sich am 17. Juni zum Tropischen Sturm Blas entwickelte. Am 17. Juni verstärkte sich die Windscherung und forderte dem System Tribut ab. Der Wirbelsturm schwächte sich ab und am 17. Juni löste sich die Zirkulation auf.

### Tropischer Sturm Blas
Einige hundert Kilometer südlich von Manzanillo entwickelte sich langsam eine tropische Störung, die sich am 17. Juni soweit organisierte, dass das NHC das System als tropisches Tiefdruckgebiet Drei-E klassifizierte, doch bereits 40 Minuten später gab das NHC bekannt, dass sich bereits ein tropischer Sturm gebildet hat und vergab den Namen Blas. Am 19. Juni erreichte Blas mit andauernden Windgeschwindigkeiten von 100 km/h seine größte Stärke, dann setzte aufgrund einer kälteren Wasseroberfläche und ungünstiger Bedingungen eine Abschwächung des Sturms ein. Dadurch schwächte er immer mehr ab, bis er sich schließlich am 21. Juni auflöste.

### Hurrikan Celia
Am 17. Juni bildete sich ein Tiefdruckgebiet, das sich zunehmend organisierte und am 19. Juni 550 km südsüdöstlich von Acapulco tropische Eigenschaften entwickelte. Einige Stunden später stufte das NHC das tropische Tiefdruckgebiet zum tropischen Sturm hoch und vergab den Namen Celia. Der Sturm zog zunächst langsam in einer westsüdwestlichen Richtung, drehte jedoch dann nach Westen. Starke Windscherung verhinderte zunächst eine rasche Intensivierung, diese ging jedoch bald zurück und am 20. Juni erreichte Celia als erster Sturm der Saison Hurrikanstärke.
Die weitere Intensivierung des Hurrikans wurde dann durch eine erneut zunehmende Windscherung verhindert, doch am Abend des 21. Juni hatte die Intensivierung wieder eingesetzt und Celia wurde zu einem Hurrikan der Kategorie 2 der Saffir-Simpson-Hurrikan-Windskala hochgestuft.
Die Windscherung ließ am nächsten Tag nach und Celia intensivierte sich rasch, um ihre größte Intensität mit Windgeschwindigkeiten von 260 Kilometern pro Stunde und einem geschätzten Luftdruck von 921 mbar zu erreichen. Nicht lange nach dem Erreichen dieser Stärke nahm die Windscherung erneut zu und das System gelangte in ein stabiles Umfeld mit trockener Luft. Im Laufe der folgenden 42 Stunden verringerten sich die anhaltende Winde auf die Stärke eines tropischen Sturms, und das System begann eine fast stationäre Phase über dem offenen Meer. Diese hielt bis zum 27. Juni an. Trotz der äußerst ungünstigen Bedingungen gelang es dem Sturm, den Status eines tropischen Sturmes bis zum 28. Juni zu behalten. Am Abend dieses Tages zerfiel das System in ein Resttief mit nur geringer konvektiver Aktivität.

### Hurrikan Darby
Am 21. Juni organisierte sich ein ausgedehntes Tiefdruckgebiet mit einer tropischen Welle vor der Küste Mexikos langsam besser. Es wurde spät am 22. Juni als tropisches Tiefdruckgebiet klassifiziert. Das Tiefdruckgebiet organisierte sich zunehmend besser und wurde vom NHC am 23. Juni zum tropischen Sturm hochgestuft und erhielt den Namen Darby. Darbys Intensivierung war rasch, schwächte sich jedoch in der Nacht zum 24. Juni ab. Dennoch erreichte Darby am nächsten Morgen etwa 375 km südsüdwestlich von Puerto Escondido, Oaxaca die Stärke eines Hurrikans in der Kategorie 1. Die Intensivierung hielt an und am 25. Juni wurde Darby zum schweren Hurrikan. Die Umgebung, in der sich Darby nun befand, wurde jedoch zunehmend ungünstiger, sodass der Sturm damit seinen Höhepunkt mit andauernden Windgeschwindigkeiten von 195 km/h und einem minimalen Luftdruck von 959 hPa erreichte. Am nächsten Tag schwächte sich der Hurrikan kontinuierlich ab und erreichte am Abend des 26. Juni nur noch die Stärke eines tropischen Sturmes. Die Abschwächung setzte sich fort und am 27. Juni erfolgte die Abstufung zum tropischen Tiefdruckgebiet. Im Tagesverlauf stellte das NHC die Sturmwarnungen ein, weil Darby sich in ein Resttief gewandelt hatte. Das Resttief wurde später von der Zirkulation des atlantischen Tropischen Sturmes Alex absorbiert.

### Tropisches Tiefdruckgebiet Sechs-E
Am 11. Juli formte sich südwestlich von Zentralamerika ein Tiefdruckgebiet, das sich am nächsten Tag zu organisieren begann. Nach einem vorübergehenden Rückgäng der Konvektion wurde das System konzentrierte. Nach der weiteren Entwicklung klassifizierte das NHC das System spät am 14. Juli als Tropisches Tiefdruckgebiet Sechs-E. Es schwächte immer mehr ab, bis es sich schließlich drei Tage später auflöste.

### Tropischer Sturm Estelle
Nach einem ungewöhnlich inaktiven Juli bildete sich Anfang August vor der Küste Mexikos eine Wetterstörung, die sich zunehmend besser organisierte und dann am 5. August zu einem tropischen Tiefdruckgebiet hochgestuft wurde. Nach langsamer Intensivierung erreichte das System am 6. August die Stärke eines tropischen Sturmes und erhielt den Namen Estelle. Am 8. August zeigte der Sturm Anzeichen einer Abschwächung. Am 9. August wurde Estelle zum tropischen Tiefdruckgebiet herabgestuft. Am 10. August löste sich Estelle auf.

### Tropisches Tiefdruckgebiet Acht-E
Am 3. August löste sich eine tropische Welle von der Westküste Afrikas und zog nach Westen über den Atlantik. Sie überquerte am 15. August Zentralamerika und gelangte in den östlichen Pazifik. In den folgenden fünf Tagen entwickelte sich das System zunächst langsam. Die Meteorologen im NHC gingen deswegen nicht von einer weiteren Intensivierung aus, doch aufgrund der Auswertungen von Satellitenbildern stellt das NHC am 20. August um 12:30 Uhr UTC fest, dass sich ein tropisches Tiefdruckgebiet gebildet hat.
Das System befand sich zu diesem Zeitpunkt etwa 295 km westsüdwestlich von Manzanillo im mexikanischen Bundesstaat Colima. Wegen der Existenz eines subtropischen Rückens über dem Nordwesten Mexikos zog das Tiefdruckgebiet nordwestwärts und gelangte in ein Gebiet mit mäßiger Windscherung, sodass die weitere Entwicklung gehemmt wurde. Als das System am 21. August über kühleres Wasser gelangte, ging die konvektive Aktivität zurück und das tropische Tiefdruckgebiet degenerierte in ein Resttief. Dieses zog in unveränderter Richtung weiter und löste sich über dem offenen Meer am 23. August vollständig auf.

### Tropisches Tiefdruckgebiet Zehn-E
Ein Wolkengebiet südwestlich von Mexiko konnte sich ausreichend organisieren, um am 3. September als tropisches Tiefdruckgebiet eingestuft zu werden. Eine weitere Intensivierung fand jedoch nicht statt, sodass das NHC am 4. September seine letzte Warnung zu der Depression gegen Abend ausgab. Das System und sein Resttief haben nie Land erreicht.

### Tropisches Tiefdruckgebiet Elf-E (Hermine)
Das elfte tropische Tiefdruckgebiet der Saison war ein kurzlebiges, aber zerstörendes System. Das Tiefdruckgebiet entwickelte sich am 3. September rasch aus einem Tiefdruckgebiet, das in einen Trog eingebettet war. Es verstärkte sich schnell, als es sich der südöstlichen Küstenlinie Mexikos annäherte. Das System erreicht beinahe den Status eines tropischen Sturmes, zog dann jedoch bei Salina Cruz über Land. Über Land schwächte sich das Tiefdruckgebiet am 4. September innerhalb weniger Stunden zu einem Resttief ab. Der Starkregen des Systems führte zu Überschwemmung im mexikanischen Bundesstaat Oaxaca und löste zahlreiche Erdrutsche in Guatemala aus, wodurch mindestens 54 Personen getötet wurden.
Das Tiefdruckgebiet verstärkte sich im Golf von Mexiko erneut und wurde zum Tropischen Sturm Hermine.

### Tropischer Sturm Georgette
Georgette hatte ihren Ursprung in einer tropischen Welle, die sich am 1. September von der Westküste Afrikas löste. Auf dem Weg westwärts über den Atlantischen Ozean entsprang dieser Welle ein Tiefdrucksystem, das sich schließlich am 14. September zum Hurrikan Karl entwickelte. Die Welle selbst durchquerte das Karibische Meer und gelangte am 17. September in den östlichen Pazifischen Ozean, wo eine signifikante Entwicklung des Systems nicht erwartet wurde. Schließlich organisierte sich das System, das nordwestwärts wanderte, am 20. September südlich von Baja California Sur doch in ein tropisches Tiefdruckgebiet. Das System konnte sich kurz darauf in einen tropischen Sturm intensivieren und erhielt den Namen Georgette. Am 21. September erreichte Georgette mit andauernden einminütigen Windgeschwindigkeiten von 65 km/h und einem Minimaldruck von 999 hPa die größte Intensität. Im Tagesverlauf traf der Sturm auf die Südspitze Niederkaliforniens, bevor er sich zu einem tropischen Tiefdruckgebiet abschwächte. Als solches zog Georgette nordwärts, überquerte den Golf von Kalifornien und gelangte am 22. September das mexikanische Festland östlich des Golfes. Früh am nächsten Tag löste sich das System über dem Norden Mexikos auf.

### Tropischer Sturm Omeka
Rund drei Wochen nach dem offiziellen Ende der Hurrikansaison im pazifischen Becken bildete sich am 19. Dezember ein subtropischer Sturm, unweit der internationalen Datumslinie im zentralen Pazifik. Der Sturm zog zunächst in südwestlicher Richtung, gelangte über die Datumslinie in den westlichen Pazifischen Ozean, bildete ein Auge und driftete dann in südlicher und östlicher Richtung und wurde nach dem Ausbilden tropischer Eigenschaften am 20. Dezember nach dem erneuten Überqueren der Datumslinie als Tropischer Sturm Omeka klassifiziert. Schließlich schwenkte das System in nordöstliche Richtung. Am 21. Dezember gab das Central Pacific Hurricane Center die letzte Warnung zu dem System aus. Es war der erste tropische Sturm im Zentralpazifik, der sich seit dem Tropischen Sturm Paka im Jahr 1997 außerhalb der Saison gebildet hat und der erste tropische Sturm seit dem Tropischen Sturm Olga im Jahr 2007, der im Monat Dezember in der westlichen Hemisphäre nördlich des Äquators entstand.

## Sturmnamen
Tropische Wirbelstürme und Hurrikane, die sich 2010 im östlichen Pazifischen Ozean bildeten, wurden anhand der nachfolgenden Namensliste benannt. Diese Namen werden auch während der pazifischen Hurrikansaison 2016 verwendet, wenn die World Meteorological Organization im Frühjahr 2011 keine Streichungen von der Liste der Namen tropischer Wirbelstürme vornimmt.
Agatha, Blas, Celia, Darby, Estelle, Frank, Georgette und Howard
Nicht zur Anwendung kamen:
Isis, Javier, Kay, Lester, Madeline, Newton, Orlene, Paine, Roslyn, Seymour, Tina, Virgil, Winifred, Xavier, Yolanda und Zeke
Tropische Wirbelstürme und Hurrikane, die sich 2010 im zentralen Pazifischen Ozean bildeten, erhalten Namen von einer gesonderten Namensliste. Diese werden vom Central Pacific Hurricane Center vergeben. Der einzige Name, der 2010 im Zentralpazifik vergeben wurde, war Omeka.